# 前賢故実

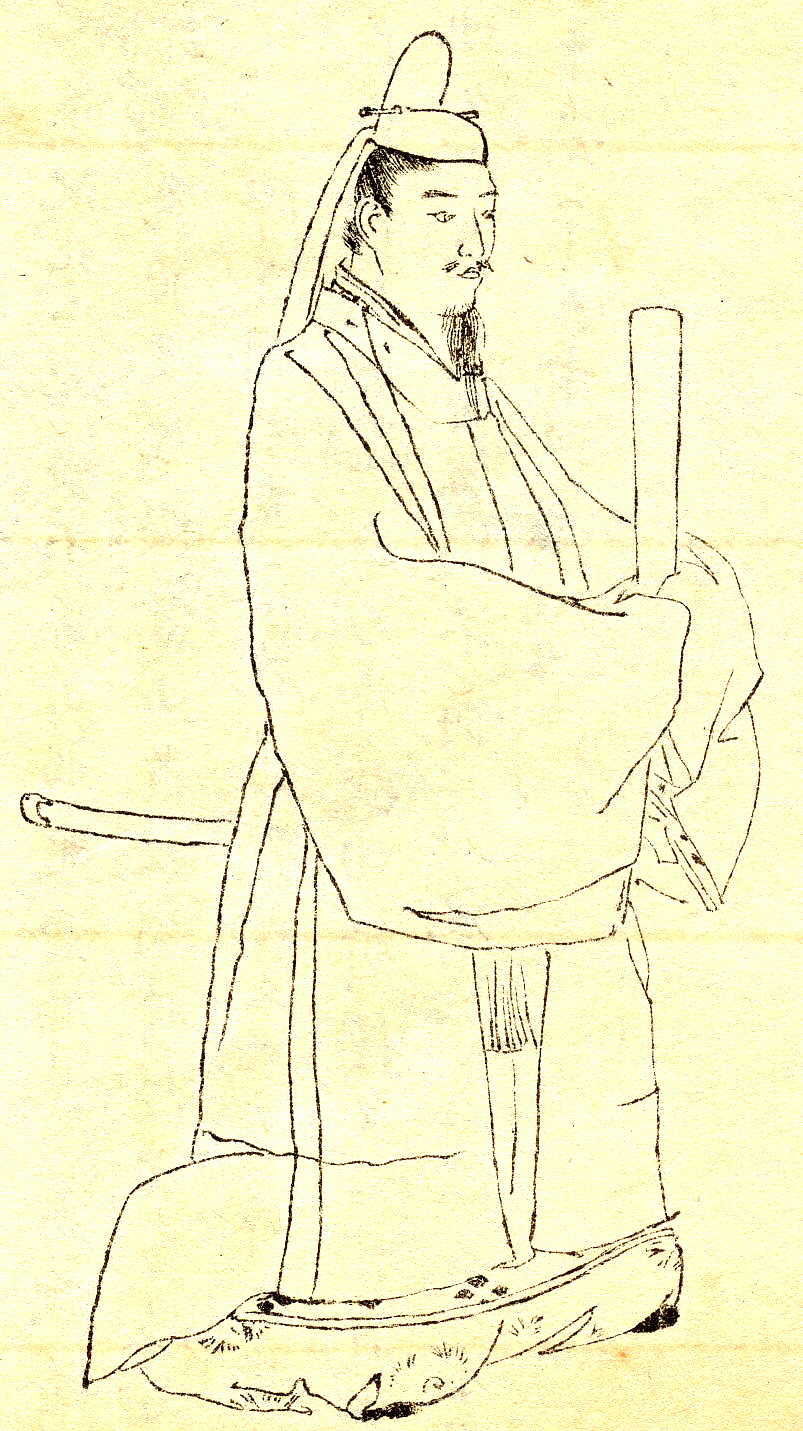
源師房

前賢故実（ぜんけんこじつ、旧字体：前󠄁賢故實）は、江戸時代後期から明治時代に刊行された伝記集。全10巻20冊。菊池容斎筆。上古から南北朝時代（後亀山天皇の代）までの皇族、忠臣、烈婦など585人を時代を追って肖像化し、漢文で略伝を付す。日本の歴史上の人物を視覚化したものとしては画期的であり、明治中期頃から国家意識の高まりにつれ盛んに描かれた歴史画において、バイブルとしての役割を果たした。

## 成り立ち
成立年代は、容斎の孫にあたる菊池武九（隆房）が巻末に記した後序によると、文政初年（1818年）起筆、明治元年（1868年）に完成したとある。また、天保7年（1836年）の年記がある儒者松田順之の序文に脱稿の旨が記され、制作の中心時期は文政天保期だと考えられる。天保14年（1843年）には初編2巻4冊が刊行されたが、その後おそらくは経済上の理由から刊行が進まず、明治元年にようやく全巻刊行されて完成をみたであろうことが指摘されている。天保年間に初編が世に出された段階で、神武天皇以降の朝廷を日本の歴史の中心と捉えた構成になっていたようである。
『前賢故実』巻頭の例言によれば、容斎は考証の巻を設けようと考えていたらしいが果たせず、明治36年（1903年）、容斎の孫にあたる菊池武九や山下重民の編集により有職故実の考証1巻が付加され、『考証前賢故実』として東陽堂より再刊された。全11巻。
上官周『晩笑堂画伝』など中国の人物画伝の形式を踏まえている。人物図制作にあたって、『集古十種』から多数図柄を援用もしており、在原業平や小野道風のように過去の肖像画から図様を拝借した例もみられるが、東京国立博物館所蔵の画稿から、モデルにポーズを取らせて描いたことが分かる。更に、弟子の渡辺省亭の回想によると、容斎は弟子に人間の骨格を研究させるため、月例の写生会に裸体の人体モデルを用いたという。時代考証についても、10巻末に「前賢故実図徴引用書目」と題した参考資料目録があり、『古事記』『日本書紀』などの歴史書や『源氏物語』『古今和歌集』と言った文学書、更に絵画資料を含む264件もの史料名が挙げられている。加えて、東京国立博物館所蔵の『前賢故実』には、ページ毎に参考にした古器旧物のスケッチが添付され、図中の装束や所持品の典拠を知ることが出来る。
嘉永3年（1850年）特製本の『前賢故実』2冊が、細川侯（細川斉護か?）から関白鷹司政通を通じて、孝明天皇の天覧に供せられた。更に明治元年9月出版の版刻本『前賢故実』全10巻20冊が、三条実美・東久世通禧を通じて、11月1日明治天皇に献本された。この功績より容斎は、明治8年（1875年）明治天皇から「日本画士」の称号を賜った。ただし、これらは容斎側の文献から復元した事績で、公文書などから確認が取れない点は留意する必要がある。

## 影響
『前賢故実』は、明治期の美術、特に歴史画において、図像の典拠や有職故実の教科書として多大な影響を与えたことで知られる。無論、研究の進んだ現在の目からすると誤謬も少なくないが、故実研究に基づく新たな歴史画の方向性を示した功績は大きい。有職故実の研究家で画家でもあった関保之助は、後年『当時の歴史画家で前賢故実を学ばぬ者は恐らく一人もないと云っても差し支えない程だった』と回想している。容斎門下の松本楓湖や渡辺省亭、鈴木華邨らはもちろんのこと、橋本雅邦や小堀鞆音らの日本画家にもその図柄が蹈襲あるいは借用された。容斎に私淑した梶田半古は、弟子たちに『前賢故実』を模写して学ばせ、前田青邨、小林古径ら優れた歴史画家たちを生み出す契機となった。
また、『前賢故実』は、明治期の浮世絵にもしばしば図柄が借用されている。特に月岡芳年は、早くも慶応3年（1867年）刊の『繡像水滸銘々伝』で図様を取り入れており、その後も『大日本名将鑑』『本朝智勇仁英勇鑑』『月百姿』など、『前賢故実』に倣った作品は数多い。容斎に弟子入りを願ったこともある芳年は、ややもすれば謹直な容斎の歴史画を改変し、ダイナミックな構図と強烈な色彩でより迫力ある画面に仕上げている。芳年の弟子の水野年方や右田年英、同時期に活躍した小林清親や尾形月耕らの作品にも『前賢故実』の影響が見られ、明治浮世絵の基底をなしている。
更に『前賢故実』の影響は洋画や彫刻にも及ぶ。特に、本多錦吉郎や石井鼎湖ら明治美術会の洋画家による歴史画に、その引用が如実に見て取れる。更に若いころの原撫松は『前賢故実』を忠実に模写しており、この頃撫松と親交のあった三宅克己によると、同じ画塾の仲間も『前賢故実』を丹念に模写していたという。他にも、ラグーザに師事した彫刻家佐野昭作で、現在は浜離宮恩賜庭園にある「可美真手命像」（明治27年（1894年））も『前賢故実』からの影響が強い。
教育の分野に目を向けると、元田永孚が編集し松本楓湖が画を担当した修身書『幼学綱要』（明治14年（1881年）刊）や、洋画家印藤真楯が原画を描いた小学生用の歴史教科書『高等小学歴史』（明治24年（1891年）刊）などの学習材にも、『前賢故実』が典拠の忠臣・英雄像が散見され、同書が近代日本の国民教育にも利用された事がわかる。
しかし明治30年代の半ばも過ぎると、これだけ流行した『前賢故実』も時代遅れになっていく。今村紫紅や、安田靫彦、前田青邨、小林古径ら次代を担った日本画家たちは、画系で言えば容斎の孫弟子にあたり、修行時代は『前賢故実』に習った作品を制作している。しかし、西洋の芸術観の影響を受けて新しい日本画を目指す彼らたちは、それまでの共有された歴史意識や風俗考証の正しさより、画家の個性の表出や絵画としての美しさへと表現の重心が移っていき、『前賢故実』は次第に顧みられなくなっていった。

## 掲載者一覧

### 巻第一
- 可美真手命
- 五瀬命
- 道臣命
- 椎根津彦
- 彦国葺命
- 野見宿禰
- 田道間守
- 日本武尊
- 弟橘媛
- 武内宿禰
- 王仁
- 皇太子稚郎子
- 壱岐真根子
- 阿知使主
- 呉織穴織
- 盾人宿禰
- 田道
- 県守
- 衣通郎媛
- 難波日香蚊
- 稚足姫皇女
- 少子部蜾蠃
- 紀小弓
- 秦酒公
- 小野大樹
- 物部目
- 水江浦島子
- 大伴室屋
- 来目部小楯
- 大伴金村
- 物部麁鹿火
- 大伴狭手彦
- 膳巴提使
- 調伊企儺
- 物部尾輿
- 王辰爾
- 三輪逆
- 物部守屋
- 捕鳥部万
- 廏戸皇子（聖徳太子）
- 上毛野形名妻
- 秦河勝
- 津守吉祥

### 巻第二
- 藤原鎌足
- 大野果安
- 田辺小隅
- 智尊
- 壱岐韓国
- 廬井鯨
- 石上麻呂
- 村国男依
- 大神高市麻呂
- 葛野王
- 粟田真人
- 柿本人麻呂
- 倭果安
- 奈良許知麻呂
- 太安麻呂
- 巨勢麻呂
- 道首名
- 舎人親王
- 美濃樵夫
- 丈部三孝子
（祖丸、安頭丸、乙丸）
- 大伴旅人
- 藤原不比等
- 藤原武智麻呂
- 藤原麻呂
- 藤原房前
- 藤原宇合
- 大野東人
- 藤原広嗣
- 橘諸兄
- 大倭長岡
- 吉備真備
- 阿倍仲麻呂
- 石川年足
- 藤原清河
- 淡海三船
- 藤原豊成
- 川部酒麻呂
- 藤原真楯
- 文室浄三
- 藤原蔵下麻呂
- 大中臣清麻呂
- 藤原永手
- 和気清麻呂
- 坂上苅田麻呂
- 藤原百川
- 大伴駿河麻呂
- 石上宅嗣
- 菅原古人
- 藤原是公
- 網引金村
- 矢田部黒麻呂
- 良峰安世
- 藤原継縄
- 藤原葛野麻呂
- 藤原内麻呂
- 安倍兄雄

### 巻第三
- 坂上田村麻呂
- 斎部広成
- 菅野真道
- 賀陽豊年
- 藤原園人
- 上毛野穎人
- 橘安麻呂
- 文室綿麻呂
- 藤原冬嗣
- 小野岑守
- 万多親王
- 明日香親王
- 丈部子氏女
- 難波部安良売
- 難波部子刀自咩
- 島木真
- 風早審麻呂
- 財部継麻呂
- 伴家主
- 甘南備高直
- 清原夏野
- 池田春野
- 伴野継
- 藤原常嗣
- 藤原三守
- 衣縫金継女
- 阿保親王
- 菅原清公
- 朝野鹿取
- 藤原緒嗣
- 刑部真力自咩
- 伴富成女
- 藤原貞主
- 伴友足
- 尾張浜主
- 和気真綱
- 藤原吉野
- 有智子内親王
- 丸部明麻呂
- 坂上浄野
- 藤原富士麻呂
- 和気貞臣
- 滋野貞主
- 興世書主
- 藤原岳守
- 藤原高房
- 小野篁
- 百済河成
- 丹墀門成
- 橘逸勢女
- 藤原関雄
- 紀最弟
- 源常
- 葛原親王
- 菅原梶成
- 山田古嗣

### 巻第四
- 福依売
- 藤原松影
- 藤原長良
- 南淵永河
- 藤原衛
- 山田春城
- 安倍安仁
- 当麻浦虫
- 藤原春津
- 広井女王
- 藤原良仁
- 小野恒柯
- 大春日真野麻呂
- 大神庸主
- 大江音人
- 讃岐永直
- 源信
- 源弘
- 清原滝雄
- 滋善宗人
- 高橋文室麻呂
- 秦部総成女
- 藤原貞敏
- 紀夏井
- 藤原良房
- 大中臣国雄
- 平高棟
- 早部氏成女
- 石作部広継女
- 守部秀刀自
- 大荒木玉刀自
- 丹生弘吉
- 藤原良縄
- 藤原良相
- 賀陽親王
- 春澄善縄
- 小野小町
- 伊伎是雄
- 菅原峰嗣
- 惟喬親王
- 秦豊永
- 藤原良近
- 白箸翁
- 坂上貞守
- 在原業平
- 忠貞王
- 都良香
- 菅原是善
- 坂上瀧守
- 廃太子恒貞親王
- 紀安雄
- 藤原多美子
- 橘良基
- 道今古
- 漢部妹刀自売
- 文室巻雄
- 小野春風
- 橘広相
- 源清
- 藤原基経
- 文室善友
- 在原行平
- 藤原山蔭
- 藤原諸葛

### 巻第五
- 菅原道真
- 藤原保則
- 源融
- 島田忠臣
- 大蔵善行
- 紀友則
- 紀貫之
- 凡河内躬恒
- 壬生忠見
- 藤原利仁
- 白女
- 菅原淳茂
- 紀長谷雄
- 宗岡秋津
- 三善清行
- 巨勢金岡
- 伊勢
- 小野好古
- 檜垣子
- 藤原忠文
- 源経基
- 紀淑人
- 紀貫之女
- 藤原忠平
- 橘直幹
- 藤原高光
- 小野道風
- 大江朝綱
- 藤原師輔
- 大江維時
- 平維茂
- 壬生忠岑
- 菅原輔正
- 藤原実頼
- 藤原在衡
- 源博雅
- 源延光
- 橘正通
- 菅原文時
- 源順
- 慶滋保胤
- 源為憲
- 安倍晴明
- 兼明親王
- 公助
- 藤原兼家
- 藤原佐理
- 平兼盛
- 大中臣能宣
- 源雅信
- 紫式部
- 清少納言
- 和泉式部
- 小式部
- 赤染衛門
- 伊勢大輔
- 巨勢弘高
- 紀斉名
- 藤原道隆
- 源満仲
- 藤原実方
- 源頼光
- 大江匡衡
- 具平親王
- 大江時棟
- 大江以言

### 巻第六
- 藤原道長
- 源顕基
- 源俊賢
- 藤原行成
- 藤原公任
- 藤原斉信
- 藤原保昌
- 大中臣輔親
- 藤原範永
- 藤原政則
- 大江挙周
- 和邇部用枝
- 藤原実資
- 源頼信
- 安倍則任妻
- 清原武則
- 安倍宗任
- 源経成
- 藤原正家
- 源隆国
- 源隆俊
- 源隆綱
- 源俊明
- 源頼義
- 僧良秀
- 源師房
- 藤原俊家
- 丹波雅忠
- 平景政
- 豊原時元
- 僧某
- 源経信
- 藤原通俊
- 藤原師通
- 源義家
- 大江匡房
- 源俊頼
- 源雅実
- 藤原為隆
- 平忠盛
- 平家貞
- 源師頼
- 小大進
- 藤原敦光
- 藤原公教
- 源頼政
- 藤原清輔
- 藤原成通
- 源為朝
- 藤原宗輔
- 平賀義信
- 源義平
- 夜叉
- 源重成
- 渋谷金王
- 鷲栖源光
- 鎌田政家妻
- 藤原伊通
- 鴨長明
- 源雅定
- 藤原実行
- 藤原忠通

### 巻第七
- 藤原光頼
- 平清盛
- 平重盛
- 平教盛
- 藤原実定
- 遠藤盛遠
- 袈裟
- 待宵小侍従
- 物可波蔵人
- 室遊女
- 安倍泰親
- 藤原長方
- 長谷部信連
- 渡辺競
- 渡辺唱
- 筒井明俊
- 但馬房修定
- 足利忠綱
- 三浦義明
- 金子家忠
- 加藤景廉
- 真田義貞
- 豊三家安
- 斎藤実盛
- 杵淵重光
- 後藤実基
- 源仲頼
- 武田信義
- 伊藤祐清
- 藤原秀衡
- 清原頼業
- 中太能景
- 鞆繪
- 今井兼平
- 源義高妻
- 平知盛
- 平重衡
- 平通盛
- 平盛俊
- 平忠度
- 平敦盛
- 平教経
- 平経正
- 平行盛
- 佛
- 小宰相
- 千寿
- 上総忠光
- 藤原俊成
- 藤原定家
- 藤原俊成女

### 巻第八
- 藤原兼実
- 源頼朝
- 源義経
- 源範頼
- 静
- 僧弁慶
- 佐藤嗣信
- 佐藤忠信
- 伊勢義盛
- 御廏喜三太
- 千葉常胤
- 那須宗隆
- 梶原景季
- 田代信綱
- 八田知家
- 浅利義遠
- 三浦義澄
- 土肥実平
- 大庭景能
- 熊谷直実
- 佐藤憲清
- 下河辺行平
- 藤原成範
- 河野通信
- 佐々木盛綱
- 佐々木高綱
- 藤原兼光
- 佐原義連
- 畠山重忠
- 藤原師長
- 左中太常澄
- 工藤景光
- 工藤行光
- 曽我祐成
- 曽我時致
- 由利八郎
- 阪額女
- 諏訪盛澄
- 仁田忠常
- 仁田忠常妻
- 足利義兼
- 新田義重
- 藤原経房
- 舞女微妙
- 小山朝政
- 結城朝光
- 和田義盛
- 和田義秀
- 鏡久綱
- 山田重忠
- 藤原朝俊
- 藤原信実
- 藤原信実女
- 平政子
- 藤原家隆
- 小笠原長清
- 菅原為長
- 藤原為家
- 松下禅尼
- 青砥藤綱
- 北条時頼
- 北条時宗
- 菊池武房
- 卜部兼好
- 北条貞時

### 巻第九
- 藤原道平
- 藤原資朝
- 阿新
- 中原章信
- 藤原俊基
- 護良親王
- 秦武文
- 藤原師賢
- 源具行
- 土岐頼兼
- 小笠原通弘
- 多治見国長
- 藤原為明
- 足助重範
- 錦織俊政
- 桜山茲俊
- 僧良忠
- 千種忠顕
- 富士名義綱
- 赤松則祐
- 村上義光
- 津守国夏
- 児島高徳
- 菊池武時
- 土居通治
- 得能通言
- 僧快実
- 妻鹿長宗
- 太田守延
- 安東聖秀
- 本間資忠
- 塩飽聖遠
- 長崎高重
- 藤原藤房
- 左衛門佐局
- 新田義貞
- 勾当内侍
- 源顕家
- 源顕家室
- 楠正成
- 結城宗広
- 名和長年
- 藤原公賢
- 結城親光
- 宇都宮公綱
- 船田義昌
- 船田経昌
- 勅使河原丹三郎
- 三条景繁
- 菊池武重
- 菊池武吉
- 小山田高家
- 菊池武敏
- 尊良親王
- 新田義顕
- 江田行満
- 僧祐覚
- 気比斉晴
- 堀口貞満
- 本間重氏
- 栗生顕友
- 篠塚伊賀守
- 畑時能
- 亘理忠景
- 由良具滋
- 里見時成
- 瓜生保
- 瓜生保母
- 伊賀局

### 巻第十
- 藤原師基
- 藤原実世
- 藤原隆資
- 源親房
- 脇屋義助
- 藤原隆俊
- 弁内侍
- 源顕信
- 源顕能
- 新田義宗
- 塩冶高貞妻
- 大館氏明
- 脇屋義治
- 大井田氏経
- 河島維頼
- 名和長生
- 金谷経氏
- 藤原康長
- 藤原泰尋
- 懐良親王
- 菊池武光
- 楠正行
- 楠正行母
- 和田賢秀
- 和田正朝
- 和田正忠
- 一井貞政
- 和田正武
- 藤原長親
- 僧宗信
- 新田義興
- 少将
- 新田義興十騎士
（井伊弾正左衛門、世良田右馬助、大島周防守、由良兵庫助、由良新左衛門、土肥三郎左衛門、南瀬口六郎、市川五郎、進藤孫六左衛門、堺壱岐権守）
- 今川貞世
- 楠正儀
- 宇野正寛
- 宗良親王
- 楠正勝
- 楠正元
- 菊池武政
- 菊池武朝
- 細川頼之